# Abus Vallis
L'Abus Vallis è una struttura geologica della superficie di Marte.